# Devil's Gate (Wyoming)

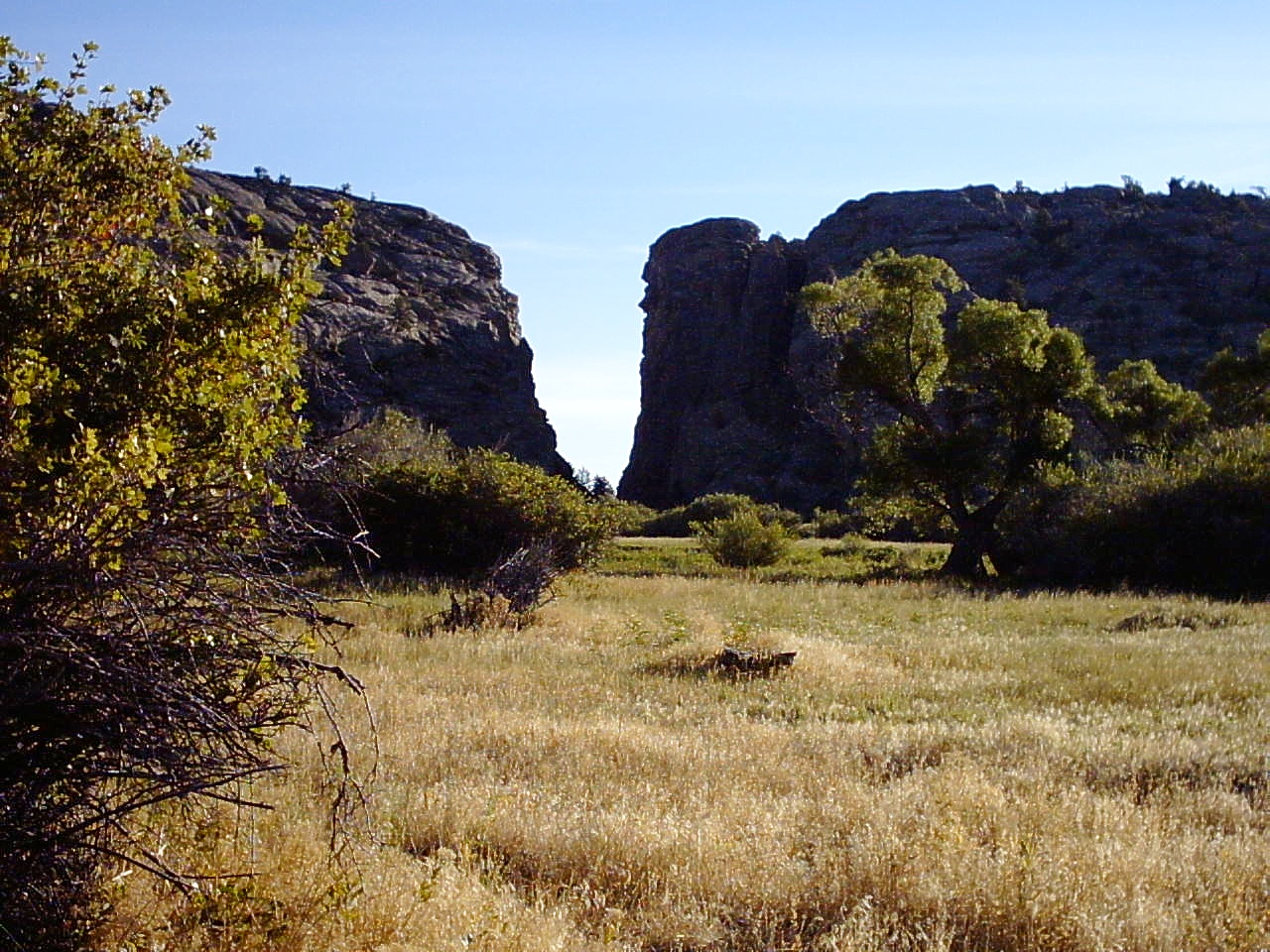
Devil's Gate, Wyoming

Il Devil's Gate è una formazione naturale di roccia, una gola sul fiume Sweetwater a poche miglia a sudovest di Independence Rock.
Il luogo, significativo nella storia dei pionieri del West, era un punto notevole principale lungo il Mormon Trail e l'Oregon Trail, nonostante la strada effettiva non passasse attraverso la gola molto stretta. Le più antiche fotografie rimaste di questo punto notevole furono fatte nel 1858 da Samuel C. Mills, un fotografo nella spedizione del capitano Simpson.
Attualmente è accessibile dalla Wyoming Highway 220 (al cartello del 57º miglio) tra Casper e Muddy Gap, vicino al Mormon Handcart Historic Site e al Martin's Cove.
Il Devil's Gate è un esempio notevole del drenaggio ... o antecedente. Il fiume Sweetwater taglia una fessura stretta e profonda 100 metri nella cresta granitica, eppure se fosse scorso meno di un chilomtro a suf, avrebbe potuto evitare completamente la cresta. La gola fu tagliata perché il paesaggio era originariamente coperto da sedimenti che riempivano la valle. Il fiume tagliò verso il basso e quando incontrò il granito, continuò a tagliare. Probabilmente il fiume incontrò la cresta coperta quando fece ciò.
Il luogo è raggiungibile attraverso sentieri escursionistici parzialmente migliorati dal Mormon Handcart Historical Center al Sun Ranch e dal vecchio allineamento lastricato della Wyoming Highway 220, circa 60 miglia da Casper e 12 miglia a nordest di Muddy Gap. È su una terra pubblica.